# IC 2229
IC 2229 — галактика типу Sbc (компактна витягнута спіральна галактика) у сузір'ї Рак.
Цей об'єкт міститься в оригінальній редакції індексного каталогу.